# ヤチェク・マルチェフスキ
ヤツェク・マルチェフスキ（ポーランド語: Jacek Malczewski herbu Tarnawa、ロシア語: Яцек Мальче́вский、1854年7月15日 – 1929年10月8日）は、ポーランドの画家。ポーランドにおける象徴主義画家の代表的人物である
。

## 経歴
1854年7月15日、ポーランド分割の時代のロシア帝国占領下のポーランド立憲王国のラドムで貴族の家庭に生まれる。父親のジュリアンは愛国者であり社会活動家で、ヤクチェクに11月蜂起の影響を受けたロマン主義文学の世界を教える｡叔母はポーランドで有名な神秘家のワンダ・マルチェフスカであった。家庭教師として自然主義文学の小説家、アドルフ・ディガシンスキに教えを受けるなど､彼の子供時代が後の作品の製作活動に大きな影響をあたえた｡
1872年にクラクフのクラクフ美術学校でレオンピカールのワークショップに参加｡その後ウワディスワフ・ウシュチキェヴィチの講義も体験する｡
1年後の1873年、校長であるヤン・マテイコ自身に才能を認められ、マルチェフスキーは、正式に学校に入学｡Feliks Szynalewsk、
フロリアン・ツィンクに師事する｡
1876年にパリへ渡り、エコール・デ・ボザールにあるアンリ・ラマンのスタジオで1年間学ぶ。その後アカデミー・シュイスでも学ぶ｡
再びクラクフに戻りアカデミーの教授となった。その初期には歴史を題材にした絵画などを描いており、1890年ころから彼のミューズのマリア・バル等をモデルに象徴主義的な絵画にとりかかった。当時ヤング・ポーランド(ポーランドの文化運動)の一人とされた｡
1929年10月8日、クラクフで死去。

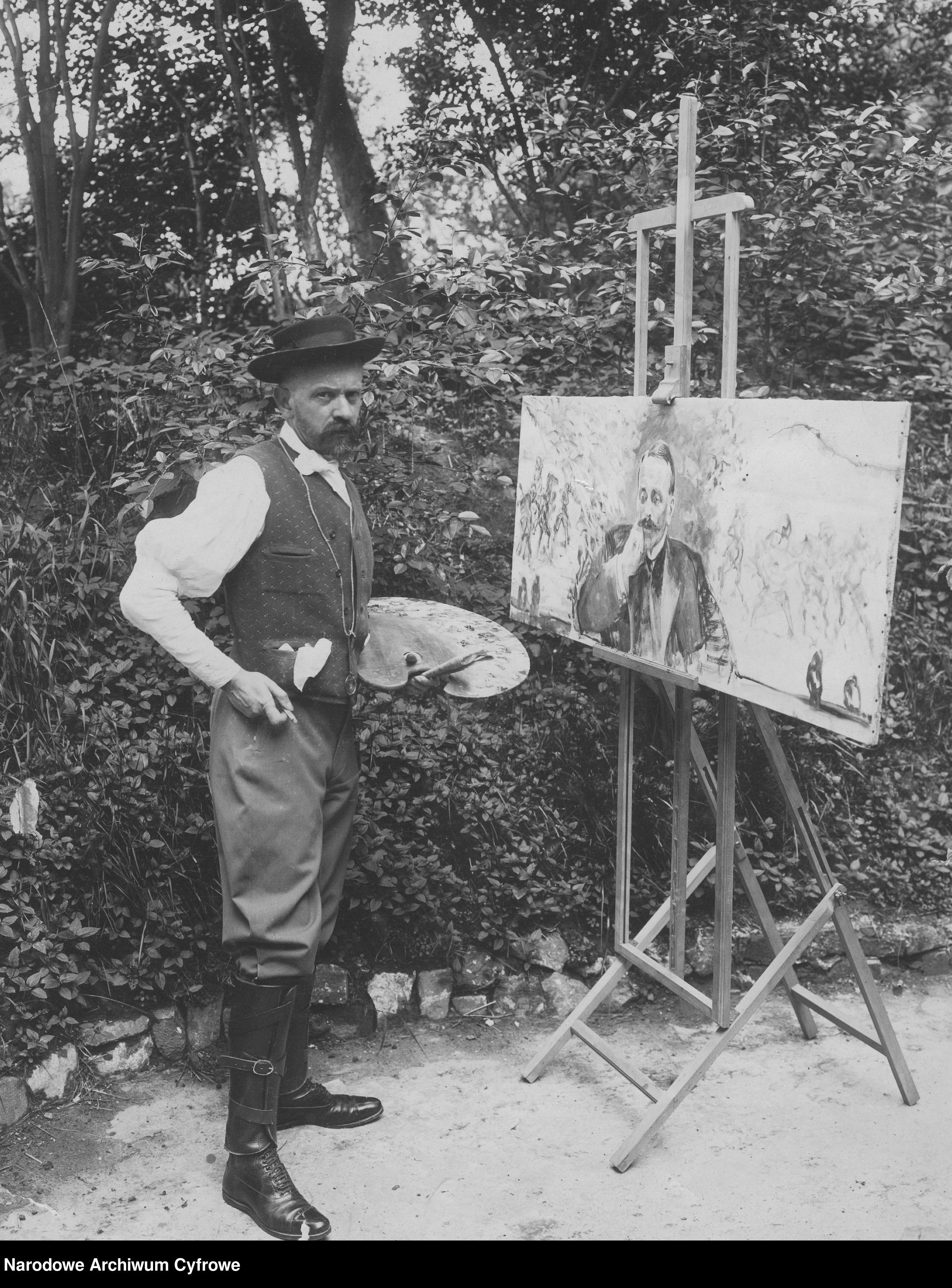
1909年

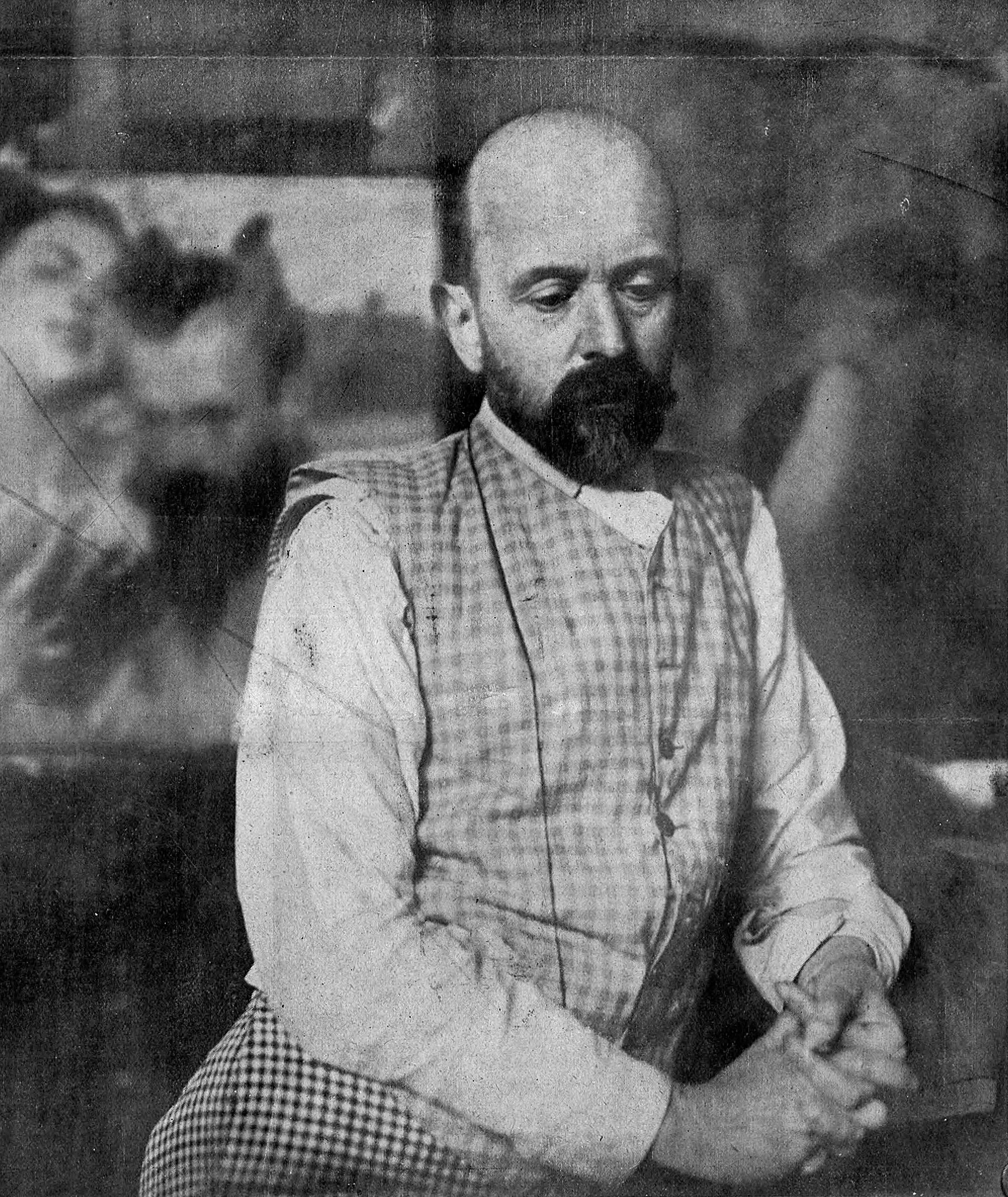
1925年

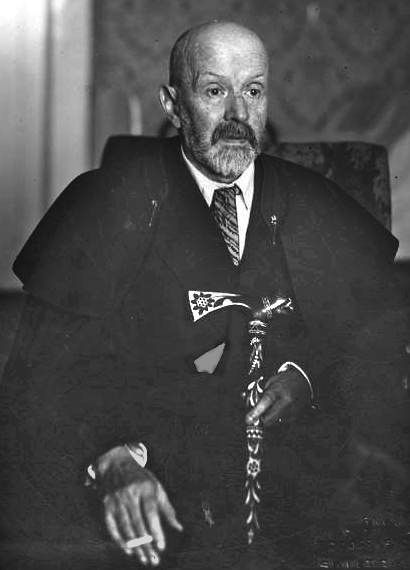
1929年頃

彼の生地であるラドムには、彼の名にちなんだヤツェク・マルチェフスキ博物館がある。
息子ラファウ・マルチェフスキ も画家である。

## 作品

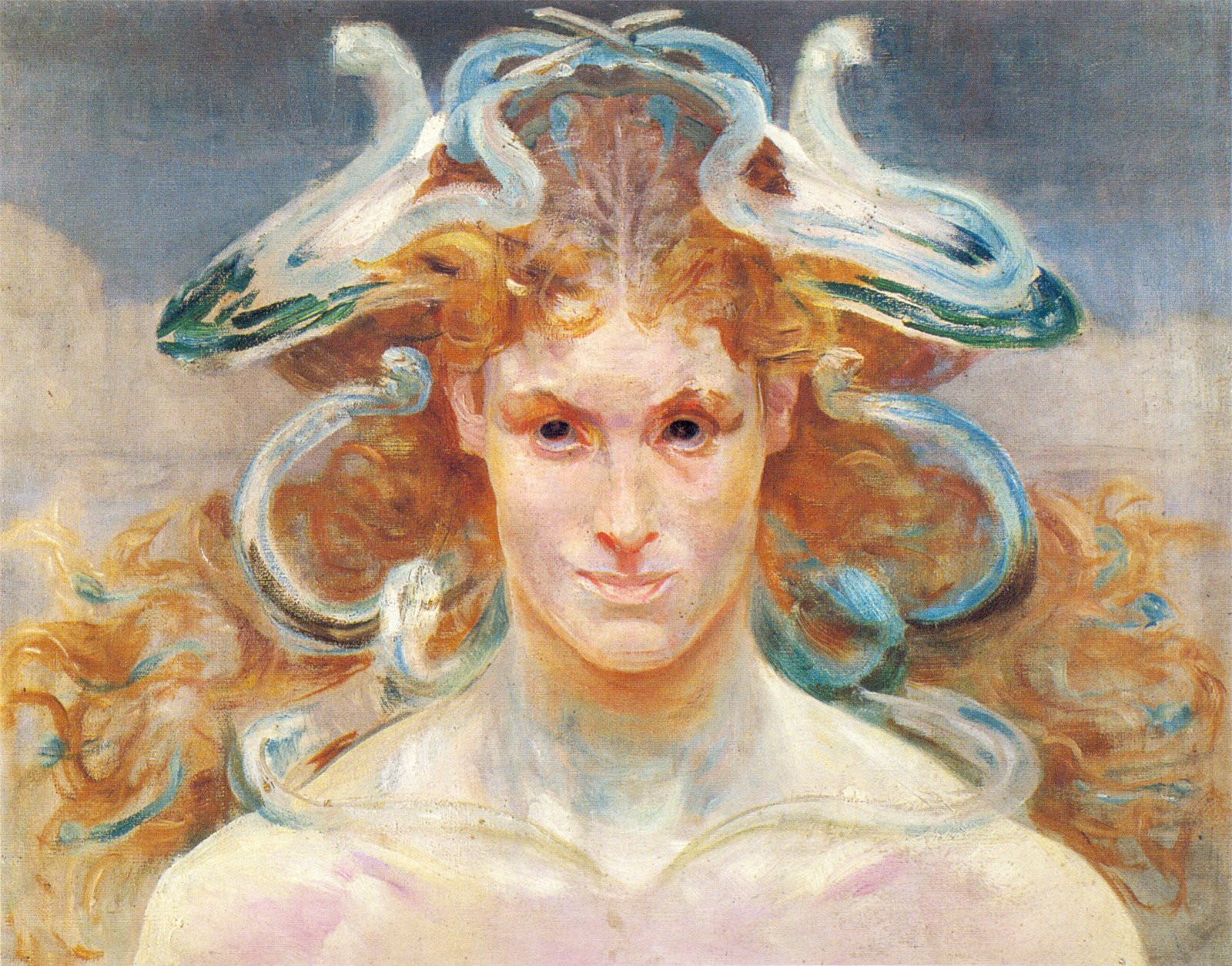
『Meduza（ポーランド語版）(メデューサ)』（1900）リヴィウ国立美術館蔵
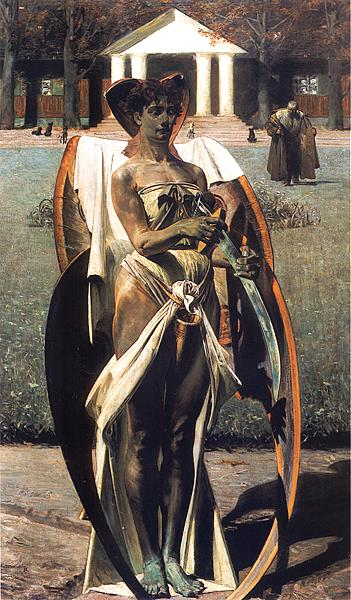
『Thanatos I（ポーランド語版） (タナトス)』（1892）ポズナン国立美術館 （英語版）蔵
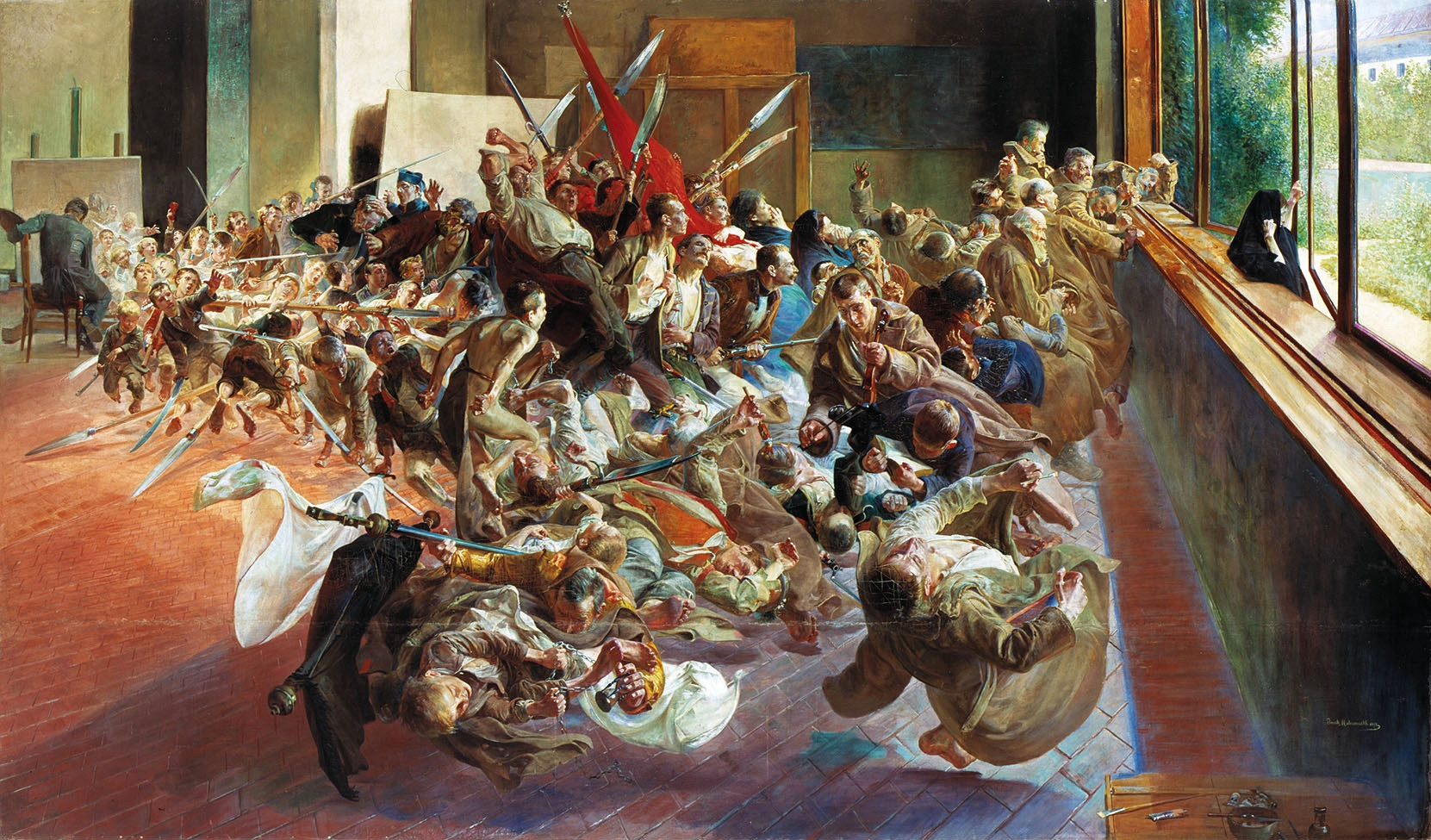
『Melancholia（ポーランド語版）(メランコリア)』(1894)ポズナン国立美術館
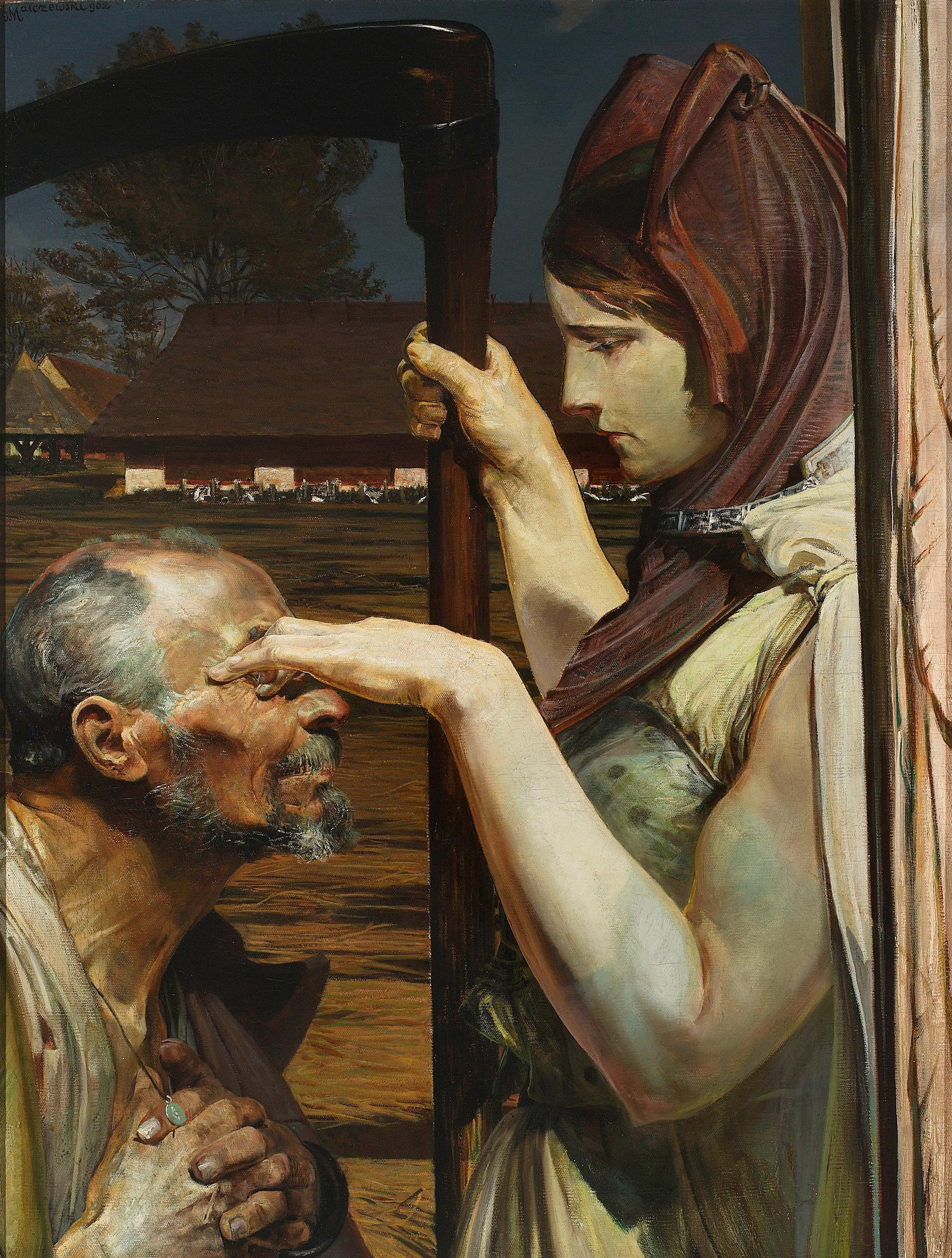
「死（ポーランド語版）」(1902年)ポズナン国立美術館

- ポーランドのハムレットアレクサンデル・ヴィエロポルスキの肖像画（英語版）
- 囚人（英語版）
- 悪循環（英語版）
- 鉱山での日曜日（ポーランド語版）
- ステージでの死（ポーランド語版）
- シビラックのヴィギリア（ポーランド語版）(シビラック（英語版）のヴィギリア（英語版）)
- ドンキホーテとサンチョパンザ（ポーランド語版）(ドン・キホーテ)
- 砂煙の中で（ポーランド語版）
- 休息（ポーランド語版）
- タデウシュ・ブウォトニツキとメデューサの肖像（ポーランド語版）
- 不明なメモ。スタニスワフ・ブリニアスキーの肖像（ポーランド語版）
- フェリクス・ヤシェンスキの肖像（ポーランド語版）
- ヤン・カスプロヴィチの肖像（ポーランド語版）
- マーガレットとカロル・ランコロンスキーの肖像（ポーランド語版）
- ヴワディスワフ・レイモントの肖像（ポーランド語版）
- ヤツェクの帽子をかぶった自画像（ポーランド語版）
- バカンテ（ポーランド語版）(マイナス)
- キリストとサマリアの女（ポーランド語版）(サマリアの女)
- エマオのキリスト（ポーランド語版）
- トビアスと天使 (マルチェフスキ)（ポーランド語版）
- トビアスと公園（ポーランド語版）
- 白い衣装を着た自画像（ポーランド語版）